# Större kubatornuggla
Större kubatornuggla (Tyto cravesae) är en förhistorisk utdöd fågel i familjen tornugglor inom ordningen ugglefåglar. 

## Kännetecken och tidigare förekomst
Större kubatornuggla beskrevs 2015 utifrån fossila lämningar funna på Kuba. Den var mycket stor, ungefär i samma storleksordning som hispaniolatornuggla (T. ostologa)

## Namn
Fågelns vetenskapliga artnamn hedrar den amerikanska ornitologen och ekologen Julie A. Craves.